# Liolaemus grosseorum
Espèce
Statut de conservation UICN

 LC  : Préoccupation mineure
Liolaemus grosseorum est une espèce de sauriens de la famille des Liolaemidae.

## Répartition et habitat
Cette espèce est endémique d'Argentine. Elle se rencontre dans les provinces de La Pampa, de Mendoza, de Neuquén et de Río Negro. Elle est présente entre 250 et 1 500 m d'altitude. Elle vit sur un sol sableux sur lequel pousse les buissons Larrea divaricata, Larrea cuneifolia, Prosopidastrum globosum, Schinus polygamus, Ephedra ochreata, Atriplex lampa, Suaeda divaricata et les herbes Stipa.

## Description
C'est un saurien ovipare.

## Étymologie
Cette espèce est nommée en l'honneur de Constantino, Ana et Paul Grosse.

## Publication originale
- Etheridge, 2001 : A new species of Liolaemus (Reptilia: Squamata: Tropiduridae) from Mendoza Province, Argentina. Cuadernos de herpetología, vol. 15, no 1, p. 3-15.